# Cerhenice
Cerhenice – gmina w Czechach, w powiecie Kolín, w kraju środkowoczeskim. Według danych z dnia 1 stycznia 2013 liczyła 1 649 mieszkańców.
Podział gminy
- Cerhenice
- Cerhýnky

W miejscowości jest przystanek kolejowy Cerhenice.